# George Combe

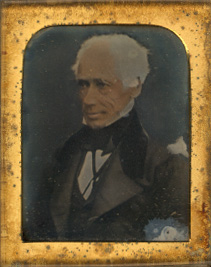
George Combe.

George C. Combe, född den 21 oktober 1788 i Edinburgh, död den 14 augusti 1858, var en skotsk frenolog, bror till Andrew Combe.
Han gjorde till sin livsuppgift att närmare utveckla Franz Joseph Galls och Johann Spurzheims frenologiska teorier. För detta mål verkade han genom skrifter och föredrag såväl i sitt hemland som i Tyskland och USA. Redan hans första arbete, Essays on Phrenology (1819), väckte stort uppseende: ett frenologiskt sällskap stiftades, en frenologisk tidning uppsattes, och ett band Phrenological Transactions utgavs. År 1824 offentliggjorde Combe System of Phrenology (femte upplagan 1853), som utgör en närmare utveckling av innehållet i förstnämnda arbete. 
Hans mest betydande verk är The Constitution of Man, Considered in Relation to External Objects (1828, nionde upplagan 1860; Menniskan i öfverensstämmelse med naturens lagar; eller villkoren för en varaktig lycka under alla lifvets förhållanden, 1840), som vann en utomordentligt stor popularitet, men ådrog författaren angrepp av de ortodoxa, vilka beskyllde honom för förtäckt materialism. Combe uppställde i detta arbete som huvudprincip det påståendet, att naturens alla lagar står i harmoni med varandra, samt att människan bäst fullgör Guds vilja och på samma gång bäst främjar sin egen lycka, om hon söker utforska och följa dessa lagar.